# Сєверний (Чебоксарський міський округ)
Сє́верний (рос. Северный, чув. Северный) — селище у складі Чебоксарського міського округу Чувашії, Росія.